# Obere Havel-Wasserstraße

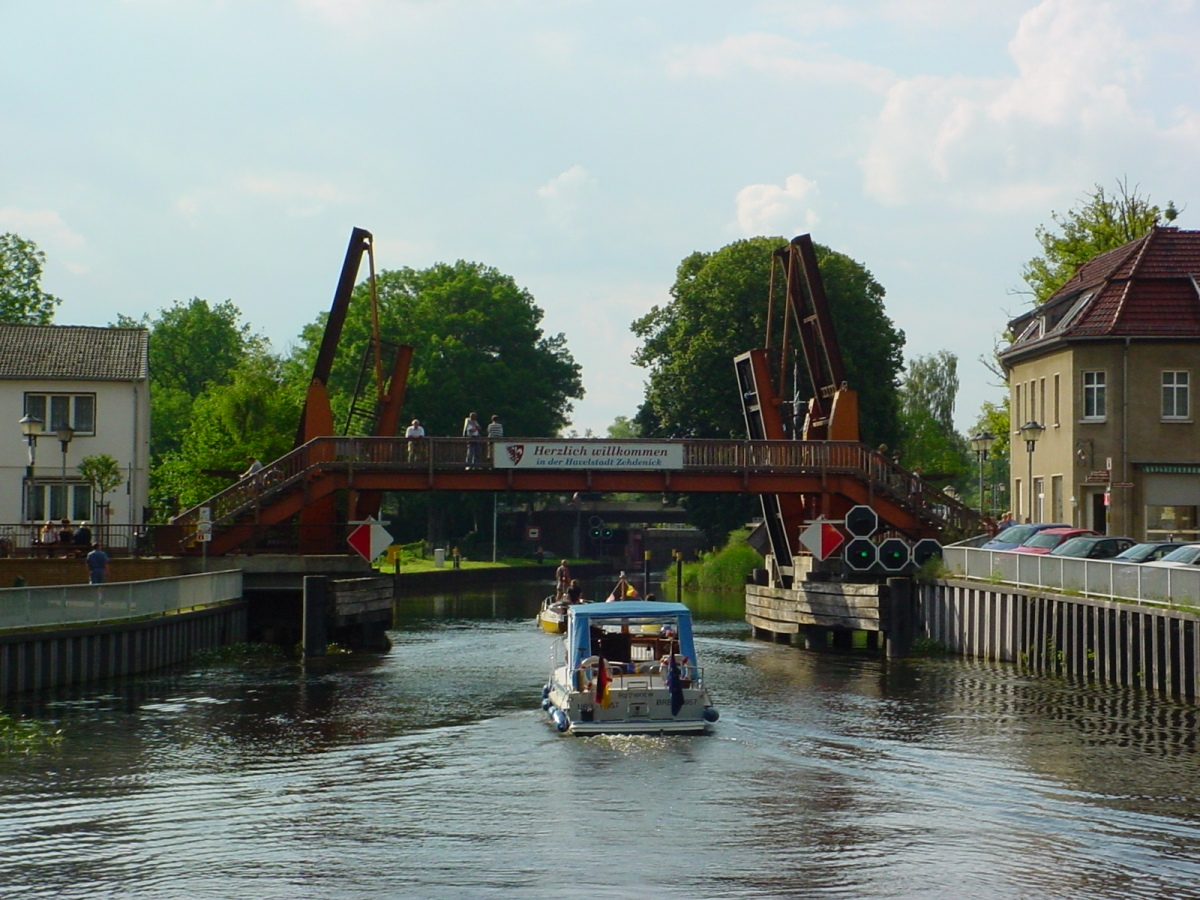
Zehdenick: Hastbrücke

Die Obere Havel-Wasserstraße (OHW) ist eine Bundeswasserstraße in den Ländern Brandenburg und Mecklenburg-Vorpommern.

## Verlauf
Über eine Länge von 97,4 km umfasst sie hauptsächlich den staugeregelten Oberlauf der Havel mit vielen Seen. Von Neustrelitz bis Zehdenick zählt sie zur Wasserstraßenklasse I, von dort bis zur Havel-Oder-Wasserstraße zur Klasse II. Die Zuständigkeit liegt beim Wasserstraßen- und Schifffahrtsamt Oder-Havel. Die Kilometrierung beginnt bei dem Abzweig des alten Finowkanals („Langer Trödel“) in Liebenwalde und verläuft bergwärts. Die Abmessungen der Wasserstraße und der Schleusen, ausgelegt auf das Finowmaß (43 m × 5 m) sind für moderne Binnenschiffe viel zu klein, so dass die Wasserstraße heute nur noch von Fahrgastschiffen und von der Sportschifffahrt genutzt wird. Der Malzer Kanal (MzK), die Verbindungsstrecke von Liebenwalde zur Einmündung in die Havel-Oder-Wasserstraße (bei km 40,5 der HOW, etwa drei Kilometer südlich von Liebenwalde), gehört mit der Schleuse Liebenwalde rechtlich zur Oberen Havel-Wasserstraße.

## Teilstrecken
Die OHW umfasst bergwärts folgende Teilstrecken:
1. Malzer Kanal km 43,95 (HOW) bis 46,9 (=OHW-km 0). Der am Kilometer 40,50 von der Havel-Oder-Wasserstraße nach Norden bis zum Voßkanal abzweigende Teil der Oberen Havel-Wasserstraße wird Malzer Kanal, amtliches Kürzel MzK genannt. Vor dem Bau des Oder-Havel-Kanals führte der Malzer Kanal bis kurz vor Oranienburg und vereinigte sich hier wieder mit der Havel. Teile des unteren Abschnitts wurden in den Oder-Havel-Kanal integriert. Ein nicht schiffbares Reststück existiert heute noch unterhalb der ehemaligen Schleusen Malz.
2. Voßkanal, auch Vosskanal, km 0,00 ab Schleuse Liebenwalde bis km 14,90 Zehdenick
3. Obere Havel einschl. Woblitzsee bis km 86,8 (bei km 72,5 (Priepert) mündet die Müritz-Havel-Wasserstraße ein)
4. Kammerkanal[1] zwischen Woblitzsee und Zierker See bis km 92,0
5. Zierker See bis km 94,4 (Neustrelitz)

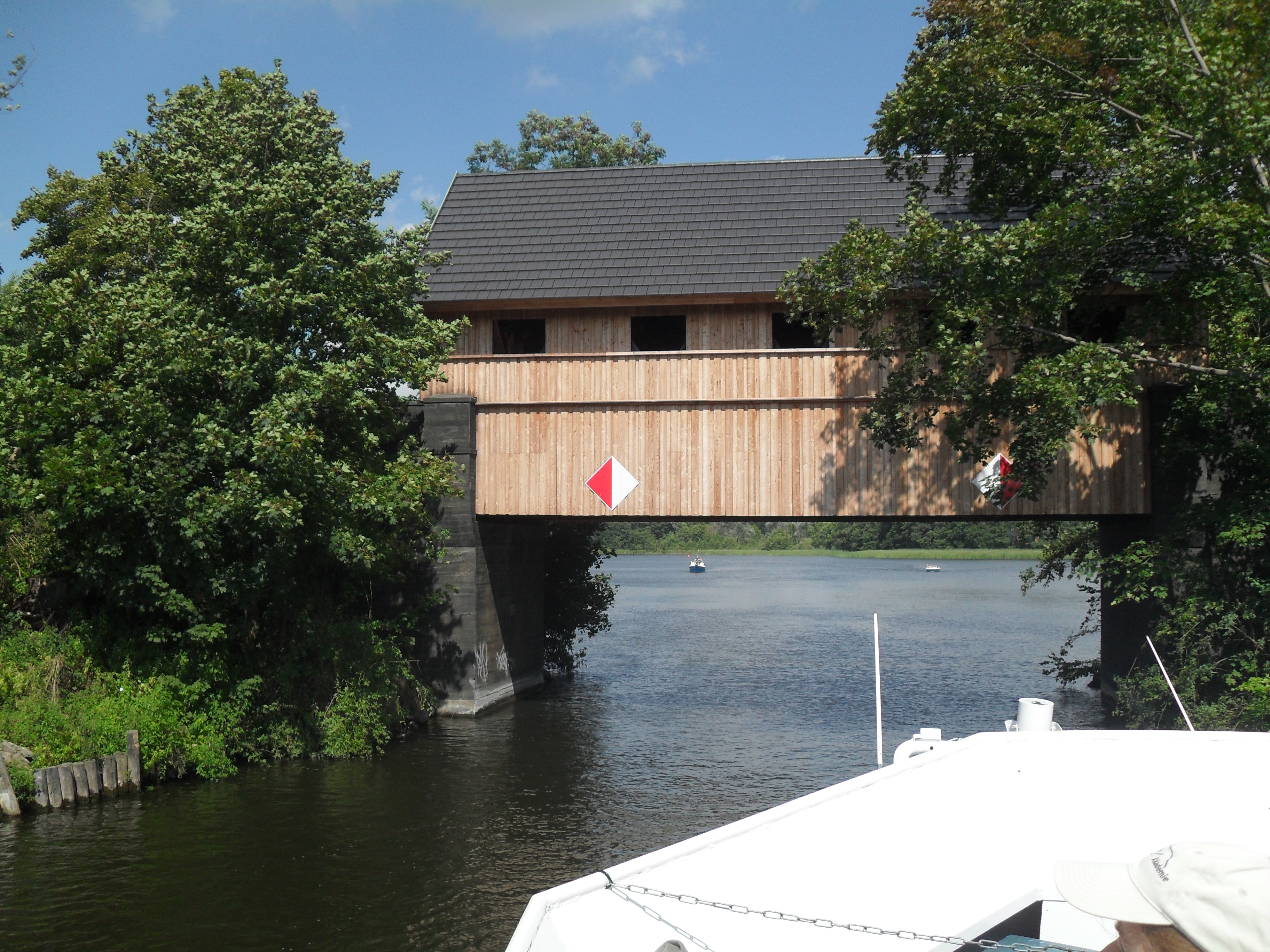
Hausbrücke zwischen Drewensee und Finowsee
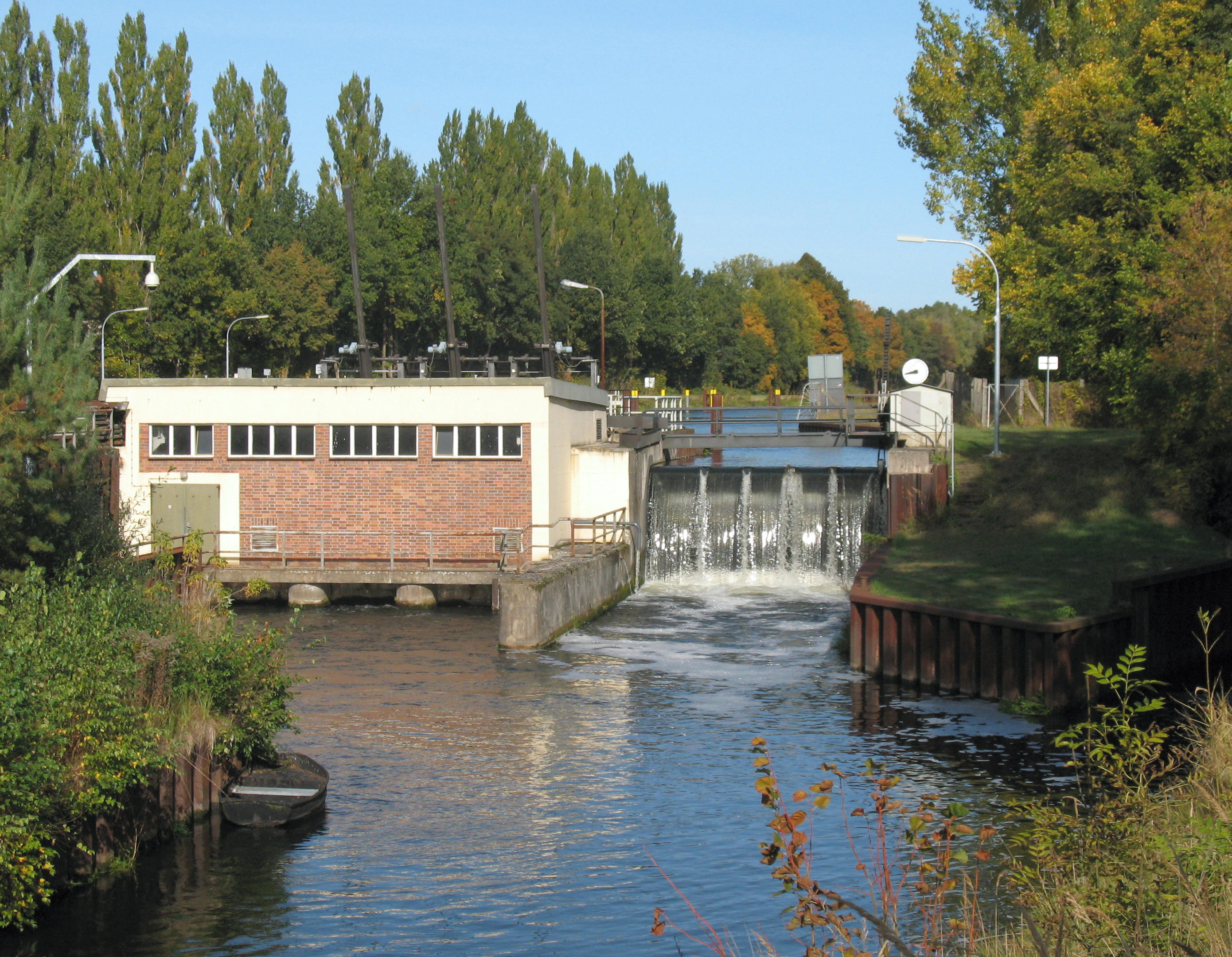
Voßkanal in Bischofswerder
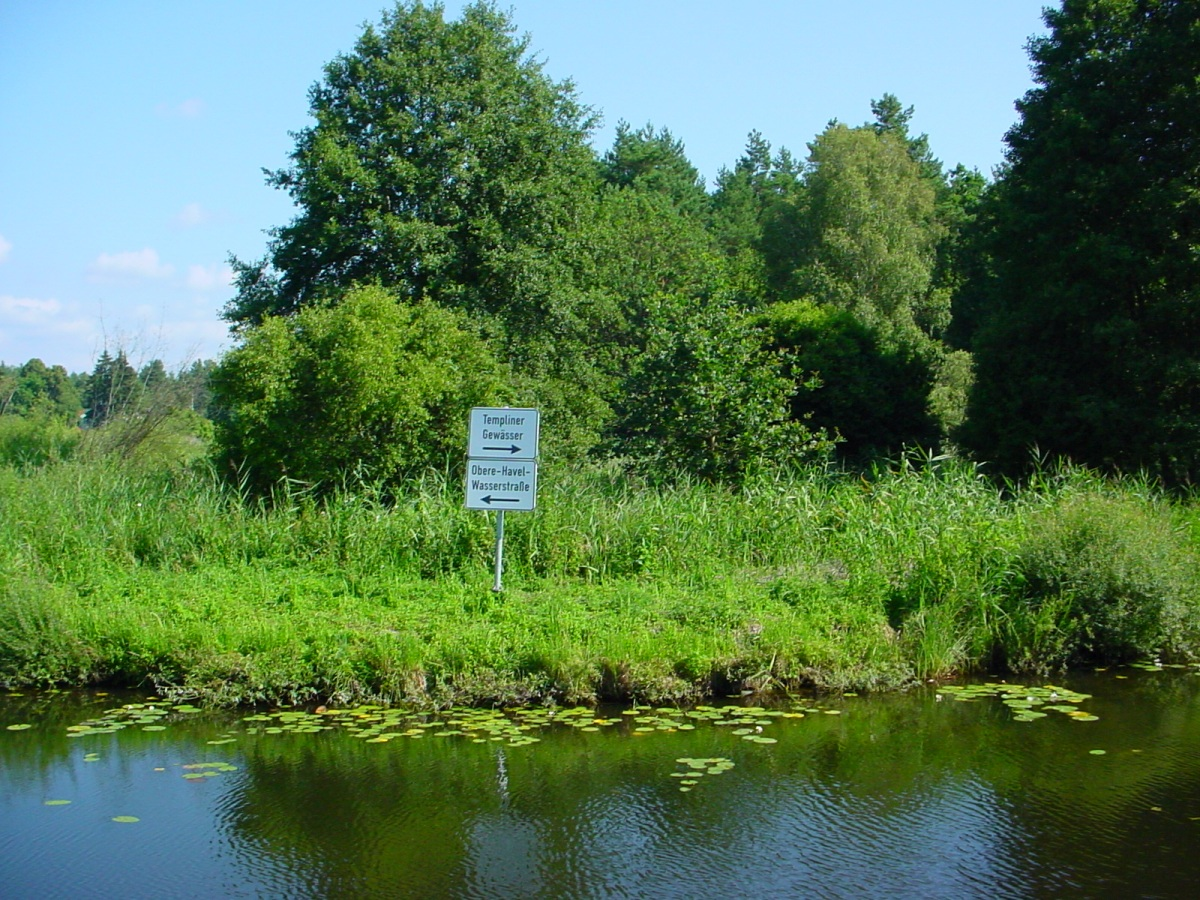
Abzweig Templiner Gewässer

## Seen
Die OHW durchläuft oder streift eine Reihe von Seen, talwärts sind das:
- Zierker See
- Woblitzsee
- Drewensee (gehört rechtlich nicht zur OHW)
- Finowsee
- Wangnitzsee (gehört rechtlich nur z. T. zur OHW)
- Kl. und Gr. Priepertsee
- Ellbogensee ohne Westteil (siehe Müritz-Havel-Wasserstraße)
- Ziernsee
- Menowsee
- Röblinsee
- Baalensee
- Schwedtsee
- Stolpsee

## Schleusen

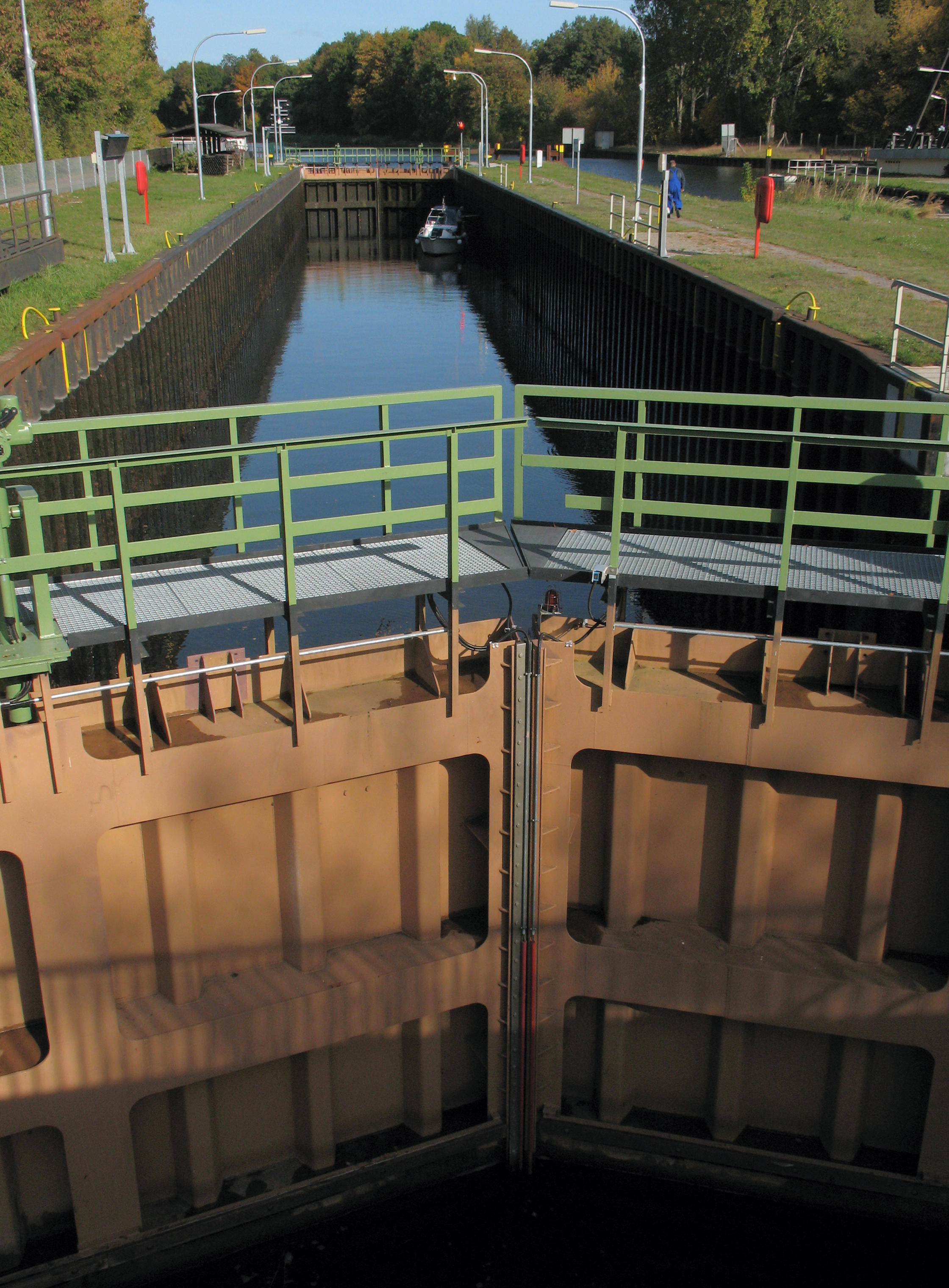
Schleuse in Bischofswerder

Die Schleusen Zehdenick, Schorfheide, Zaaren, Regow, Bredereiche und Voßwinkel sind automatisiert, für weitere Schleusen ist die Automatisierung in Planung.
- Schleuse Liebenwalde, km 45,3 (MzK = Kilometrierung der Alten HOW vor 1914), (51,3 m × 10,5 m, Fallhöhe 2,0 m)
- Schleuse Bischofswerder, km 4,5 (85,0 m × 10,6 m, Fallhöhe 3,3 m)
- Schleuse Zehdenick, km 15,9 (44,9 m × 9,5 m, Fallhöhe 3,0 m)
- Schleuse Schorfheide, km 32,6 (51,5 m × 6,6 m, Fallhöhe 0,6 m)
- Schleuse Zaaren, km 36,1 (44,3 m × 5,6 m, Fallhöhe 1,1 m)
- Schleuse Regow, km 42,2 (43,6 m × 5,5 m, Fallhöhe 1,0 m)
- Schleuse Bredereiche, km 47,8 (55,0 m × 6,5 m, Fallhöhe 2,6 m)
- Schleuse Fürstenberg, km 60,7 (42,6 m × 5,3 m, Fallhöhe 1,7 m)
- Schleuse Steinhavel, km 64,3 (41,9 m × 5,3 m, Fallhöhe 1,6 m)
- Schleuse Wesenberg, km 81,7 (55,6 m × 6,6 m, Fallhöhe 2,4 m)
- Schleuse Voßwinkel, km 88,0 (43,1 m × 5,3 m, Fallhöhe 1,8 m)

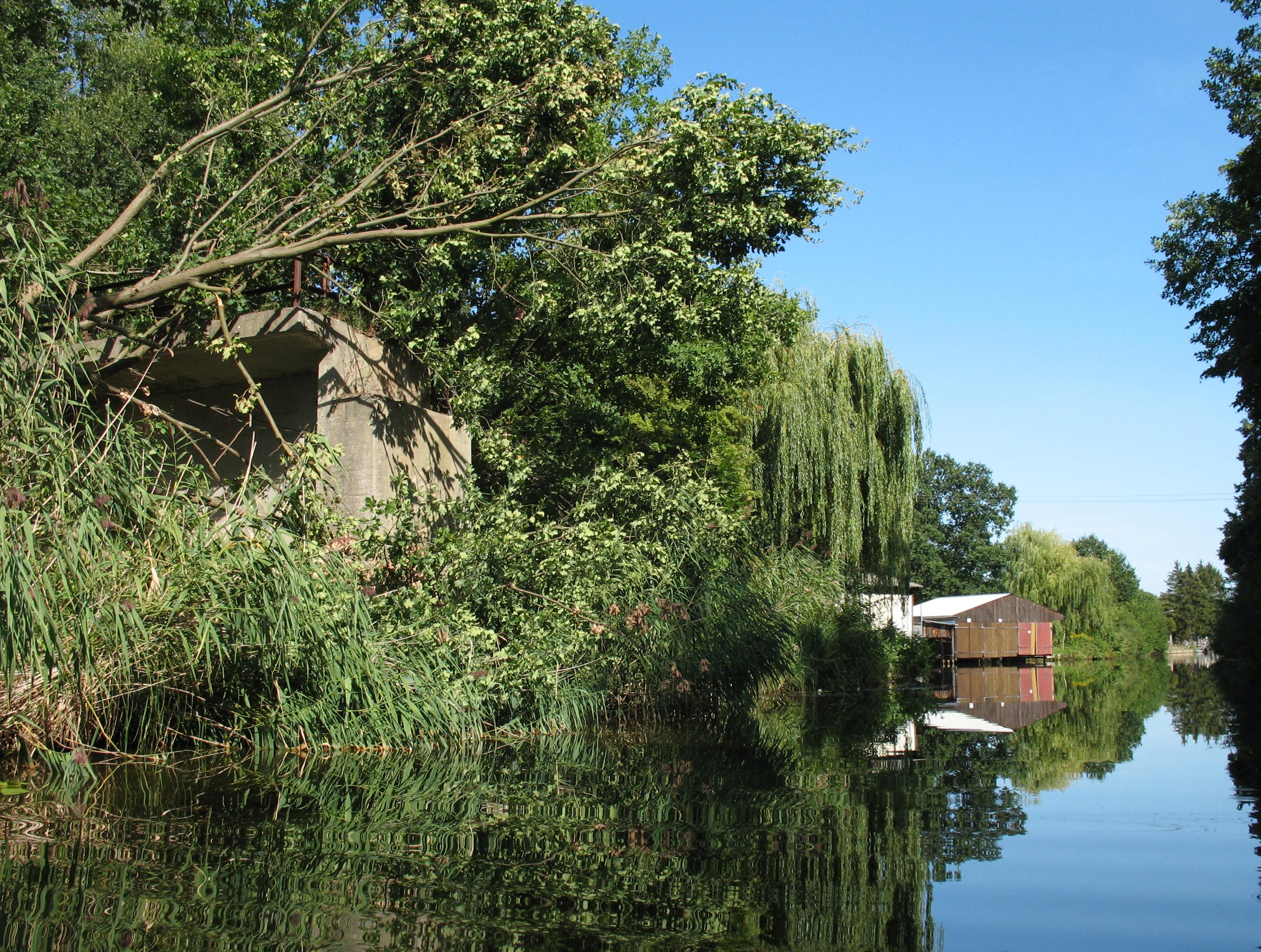
Wentowkanal

## Seitengewässer
Als Bundeswasserstraßen gehören rechtlich noch zur OHW:
- Wentow-Gewässer (WtG) (Kl. und Gr. Wentowsee, Wentowkanal) mit Fahrt nach Tornow und Tornowfließ, Einmündung bei km 24,9 bei Burgwall, mit 11,2 km Länge
- Templiner Gewässer (TlG) (Zaarsee, Fährsee, Bruchsee, Templiner Stadtsee, Templiner Kanal, Röddelinsee, Kl. Lankensee, Kuhwallsee, Templiner Wasser) mit Gleuensee (Gleuenfließ) und Gr. Lankensee, Einmündung bei km 32,1 unterhalb Schleuse Schorfheide, mit 22,0 km Länge
- Lychener Gewässer (LyG) (Stadtsee, Gr. Lychensee, Woblitz, Haussee), Einmündung bei km 54,8 bei Himmelpfort, mit 8,2 km Länge
- Quassower Havel (QHv) mit Gr. Labussee, Einmündung bei km 85,8 in den Woblitzsee, mit 4,9 km Länge

## Geschichte
Bis zur Einmündung der Templiner Gewässer besteht die Wasserstraße schon seit dem 17. Jahrhundert, der weitere Ausbau bis Neustrelitz erfolgte erst in der ersten Hälfte des 19. Jahrhunderts. Der Wentowkanal (Wentow-Gewässer) wurde 1732 erbaut. Zur Verbesserung der Schifffahrtsverhältnisse wurde 1880–1882 zwischen Zehdenick und Liebenwalde der Voßkanal als Seitenkanal auf der Ostseite der windungsreichen Schnellen Havel gebaut.
Im Gebiet zwischen Zehdenick und Burgwall finden sich zahlreiche Tongruben und ehemalige Ziegeleien, ein großer Teil der im Berlin des 19. Jahrhunderts verwendeten Ziegel wurde hier hergestellt und über den Voßkanal, Malzer Kanal und die Havel in die Stadt transportiert.